# صوفيا ريتشي
صوفيا ريتشي (بالإنجليزية: Sofia Richie)‏ عارضة أزياء أمريكية ولدت في 24 أغسطس 1998 في لوس أنجلوس في كاليفورنيا وهي أبنة لاينل ريتشي مغني راب وكاتب الأغاني وهي أخت مصممة الازياء نيكول ريتشي عملت مع عدة دور اللأزياء ولاقت نجاحا واسعا في مجال عرض الأزياء وكما ظهرت على غلاف مجلة فوغ اليابانيه وأستطاعت جذب وسائل الأعلام لها خصوصا بعد علاقتها مع مغني البوب جاستن بيبر وتدخل سيلينا جوميز وقام بيبر بالغاء حسابه على الأنستغرام بسبب التعليقات السلبية على صديقته الجديدة، وفي عام 2016 نشرت الصحافة صورا لبيبر وريتشى بدت رومانسية إلى حد ما وهم في شاطئ لاجونا، الأمر الذي أقام جدالا واسعا في الصحافة إذا كانت هناك علاقة عاطفية بينهم ولكن بعد كل هذه التساؤلات أضافت الصحيفة أنهما قررا إنهاء العلاقة التي تربطهما حتى يتمكنا على تعرف على أشخاص جدد.

## وصلات خارجية
- صوفيا ريتشي على موقع IMDb (الإنجليزية)
- صوفيا ريتشي على موقع ميوزك برينز (الإنجليزية)
- صوفيا ريتشي على موقع قاعدة بيانات الفيلم (الإنجليزية)